# کارپ ۴۴۷۱۱
سیارک ۴۴۷۱۱ (به انگلیسی: 44711 Carp، نامگذاری:1999TD4) چهل و چهار هزار و هفتصد و یازدهمین سیارک کشف شده‌است که در ۳ اکتبر ۱۹۹۹ کشف شد.